# HD29435
HD29435 — хімічно пекулярна зоря спектрального класу B9, що має видиму зоряну величину в смузі V приблизно  6,3.
Вона  розташована на відстані близько 393,9 світлових років від Сонця.

## Пекулярний хімічний вміст
Зоряна атмосфера HD29435 має підвищений вміст 
Si
.